# 阿淡
阿淡（あたん）は、阿波国（徳島県）と淡路国（兵庫県淡路島・沼島）を合わせた地域名。
阿淡二国と範囲が一致するものに、岩屋加増（1617年）から庚午事変処分（1871年）までの徳島藩領と、香川県編入期（1873年から1875年）を除く第1次府県統合（1871年）から第2次府県統合（1876年）までの名東県域がある。
紀伊国 - 淡路国間の海峡が紀淡海峡と称するのに対し、阿波国 - 淡路国間の海峡は阿淡海峡ではなく鳴門海峡と称する。ただし、撫養港 - 福良港間に就航していた汽船会社に阿淡の名を冠する「阿淡汽船」があった。